# Antonio Ortiz Mena
Antonio Ortíz Mena (Parral, Chihuahua, 16 de Abril de 1907 – Cidade do México, Distrito Federal, 12 de Março de 2007) foi um político mexicano.
Ortíz Mena licenciou-se em Direito pela Escuela Nacional de Jurisprudencia da Universidad Nacional Autónoma de México.

## Cargos que desempenhou
Desempenhou as funções de:
- Director do Instituto Mexicano da Segurança Social.
- Presidente do Banco Interamericano de Desenvolvimento.
- Director do Banco Nacional do México.
- Secretário da Fazenda e Crédito Público durante duas administrações: a de Adolfo López Mateos e a de Gustavo Díaz Ordaz, periodo de grande prosperidade económica, denominado por ele mesmo como o "Desenvolvimento  Estabilizador".
- Presidente do Comité Permanente de Segurança Social Interamericano.

## Carreira
O Desenvolvimento Estabilizador pode resumir-se como "6-6 com 2-2" já que se caracterizou por um crescimento da economia Mexicana de 6.6% ao ano com uma inflação de 2,2% e onde a produção agrícola foi substituída pela industrial. O crescimento industrial que o México registou nesta época baseou-se na expansão do mercado interno, propiciado pelo crescimento urbano e pelos efeitos da reforma agrária, além de que foi fundamental a consolidação das infraestruturas nas comunicações e no sector da energia, e de grande transcendência a participação da inversão estrangeira que modificaria o plano industrial.
Durante a sua gestão à frente da Segurança Social assegurou o equilíbrio financeiro mediante a organização administrativa, criando um plano de inversões que permitiu pôr em marcha a construção de grandes unidades hospitalares e habitações para os trabalhadores. Ortiz Mena fomentou o desenvolvimento institucional mediante clínicas urbanas e rurais, casas da segurança e missões médico-sociais. Iniciou a construção de um parque desportivo para trabalhadores e deu começo no Distrito Federal ao Sistema Médico Familiar.
Começou a sua carreira governamental como advogado no Departamento do Distrito Federal em 1932, para converter-se mais adiante no director do gabinete legal desse departamento.
Durante a Segunda Guerra Mundial foi o director dos Serviços de Nacionalização da Propriedade. Posteriormente, chegou à cabeça do departamento de subdirector geral e delegado fiduciário, do Banco Nacional Hipotecário Urbano e de Obras Públicas.
De 1952 a 1958 exerceu funções como director geral do Instituto Mexicano da Segurança Social.
Ortiz Mena liderou os esforços dos governadores do Banco Interamericano de Desenvolvimento (BID) para modificar as actas da constituição do BID na reunião de 12 dos países desenvolvidos, que ficou conhecida pela Declaração de Madrid, de 1974, segundo a qual se permitia a incorporação de países de fora do Hemisfério Ocidental, o que pressupunha um incremento significativo dos recursos financeiros da instituição.
Antonio Ortiz Mena foi um homem de extraordinária cultura, versado em humanidades e com grande interesse nas artes, além de que possuía amplos conhecimentos sobre a América Latina.
Ortiz Mena recebeu honras e prémios de diversos governos, incluindo a Alemanha, Bélgica, Brasil, Chile, França, Itália e Holanda. Foi também presidente do Comité Permanente de Segurança Social Interamericano, de 1955 a 1959.
Em Setembro de 2006 foi proposto pelo PAN no Senado para receber a medalha Belisario Domínguez pelas contribuições para  a política económica nacional e por ter impulsionado o crescimento económico do país mediante o modelo de desenvolvimento estabilizador na década de 1970, “época sem dúvida, em que a economia e a política marcaram as directrizes da sociedade actual”.

## Morte
Faleceu na Cidade do México, no dia 12 de Março de 2007, aos 99 anos de idade, no ano em que completaria um século de vida.